# Hugo Robineau
Hugo Robineau, né le 27 février 2000 à Cholet en France, est un joueur français de basket-ball. Il évolue au poste d'arrière au Boulazac Basket Dordogne.

## Biographie
Formé à Cholet Basket, il débute en tant que professionnel au cours de la saison 2019-2020 après 3 saisons pleines avec l'équipe Espoir.
Joueur à fort potentiel, il obtient deux médailles de bronze avec les équipes de France U18 et U20 avant de se présenter à la Draft NBA 2021. Il n'est toutefois pas sélectionné.
Après quatre saisons dans son club formateur et un prêt à l'Alliance Sport Alsace il rejoint le club de Boulazac à l'été 2023.
Le 17 juin 2024 il prolonge d'une année son contrat et jouera une deuxième saison en Dordogne.

## Palmarès
- 2018:  Médaille de bronze au Championnat d'Europe en Lettonie.
- 2019:  Médaille de bronze au Championnat du monde en Grèce.
- 2025:  Champion de France de Pro B